# Gaultheria setulosa
Gaultheria setulosa är en ljungväxtart som beskrevs av Nicholas Edward Brown. Gaultheria setulosa ingår i släktet Gaultheria och familjen ljungväxter. Inga underarter finns listade i Catalogue of Life.